# Giải quần vợt Pháp Mở rộng 2022 - Đôi nữ xe lăn
Diede de Groot và Aniek van Koot là đương kim vô địch và bảo vệ thành công danh hiệu, đánh bại Yui Kamiji và Kgothatso Montjane trong trận chung kết, 7–6(7–5), 1–6, [10–8].

## Hạt giống
1. Diede de Groot /  Aniek van Koot (Vô địch)
2. Yui Kamiji /  Kgothatso Montjane (Chung kết)

## Kết quả

### Từ viết tắt
| - Q = Vòng loại - WC = Đặc cách - LL = Thua cuộc may mắn - Alt = Thay thế - SE = Miễn đặc biệt | - PR = Bảo toàn thứ hạng - w/o = Thắng nhờ đối thủ rút lui trước trận đấu - r = Bỏ cuộc giữa trận đấu - d = Bị xử thua - SR = Xếp hạng đặc biệt |

### Chung kết
|  | Tứ kết | Tứ kết                               | Tứ kết | Tứ kết | Tứ kết |  |  | Bán kết | Bán kết                              | Bán kết | Bán kết                       | Bán kết |   |     | Chung kết | Chung kết                     | Chung kết | Chung kết | Chung kết |  |
|  |        |                                      |        |        |        |  |  |         |                                      |         |                               |         |   |     |           |                               |           |           |           |  |
|  |        |                                      |        |        |        |  |  | 1       | Diede de Groot Aniek van Koot        | 6       | 7                             |         |   |     |           |                               |           |           |           |  |
|  |        | Momoko Ohtani Zhu Zhenzhen           | 6      | 6      |        |  |  |         | Momoko Ohtani Zhu Zhenzhen           | 2       | 61                            |         |   |     |           |                               |           |           |           |  |
|  |        | Dana Mathewson Lucy Shuker           | 2      | 1      |        |  |  |         |                                      |         |                               |         |   |     | 1         | Diede de Groot Aniek van Koot | 7         | 1         | [10]      |  |
|  |        | Angélica Bernal Jiske Griffioen      | 63     | 2      |        |  |  |         |                                      | 2       | Yui Kamiji Kgothatso Montjane | 65      | 6 | [8] |           |                               |           |           |           |  |
|  |        | Macarena Cabrillana Emmanuelle Mörch | 7      | 6      |        |  |  |         | Macarena Cabrillana Emmanuelle Mörch | 2       | 1                             |         |   |     |           |                               |           |           |           |  |
|  |        |                                      |        |        |        |  |  | 2       | Yui Kamiji Kgothatso Montjane        | 6       | 6                             |         |   |     |           |                               |           |           |           |  |